# Coupellation

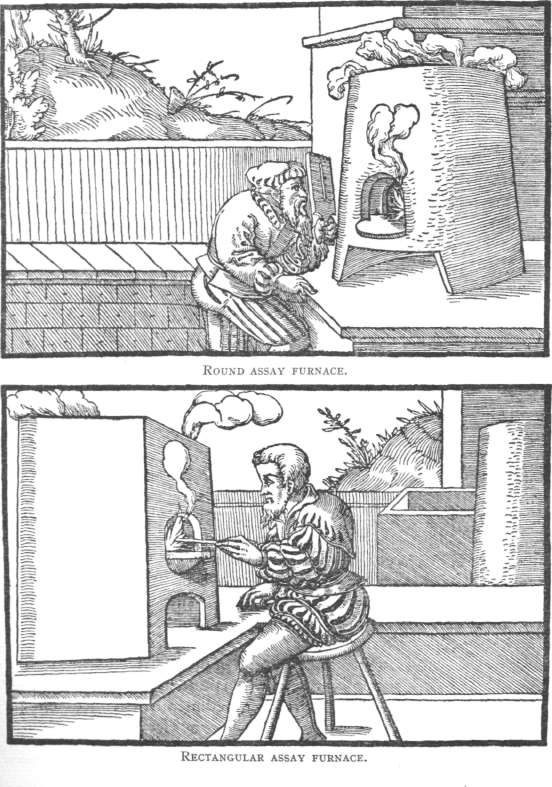
Anciens fourneaux de coupellation, gravure de Georgius Agricola.

La coupellation est un type d'opération métallurgique thermique par oxydation, destinée à isoler les métaux précieux ou en tester leur proportion de cuivre (orfèvrerie ou monnayage). Elle part du postulat que l'or et l'argent ne s'oxydent pas à hautes températures, contrairement au cuivre. 
L'essayeur, après avoir prélevé deux échantillons sur la pièce à vérifier, place l'un d'eux dans une coupelle de phosphate de chaux avec une dose déterminée de plomb. Le plomb, en fondant, va agglomérer les métaux oxydables et pénétrer dans la coupelle, ne laissant que les métaux purs dans celle-ci. La comparaison du résultat de la fonte avec l'échantillon de base permet de déterminer le titre du métal ou de l'alliage constituant la pièce.
La méthode a été améliorée au fil du temps, notamment pour permettre de déterminer le taux d'or dans un alliage or-argent, mais elle est critiquée aux XVIIIe et XIXe siècles par les scientifiques pour son approximation.

## Historique
La méthode de la coupellation connue depuis plus de 3 000 ans avant notre ère, notamment en Chine. Au Moyen Âge, elle est décrite par Theophilus Presbyter au début du XIIe siècle et est popularisée vers 1300 en France, d'où elle se répand en Europe. 
La méthode fonctionne pour l'or ou l'argent, mais pas pour un alliage de ces deux métaux : en 1518 la découverte de « l'inquartation » permet de résoudre ce problème. Au XVIIIe siècle, il deviendra possible de récupérer l'argent utilisé lors de ces essais. 
Aux XVIIIe et XIXe siècles, les scientifiques critiquent la coupellation pour son approximation.

## Mise en œuvre

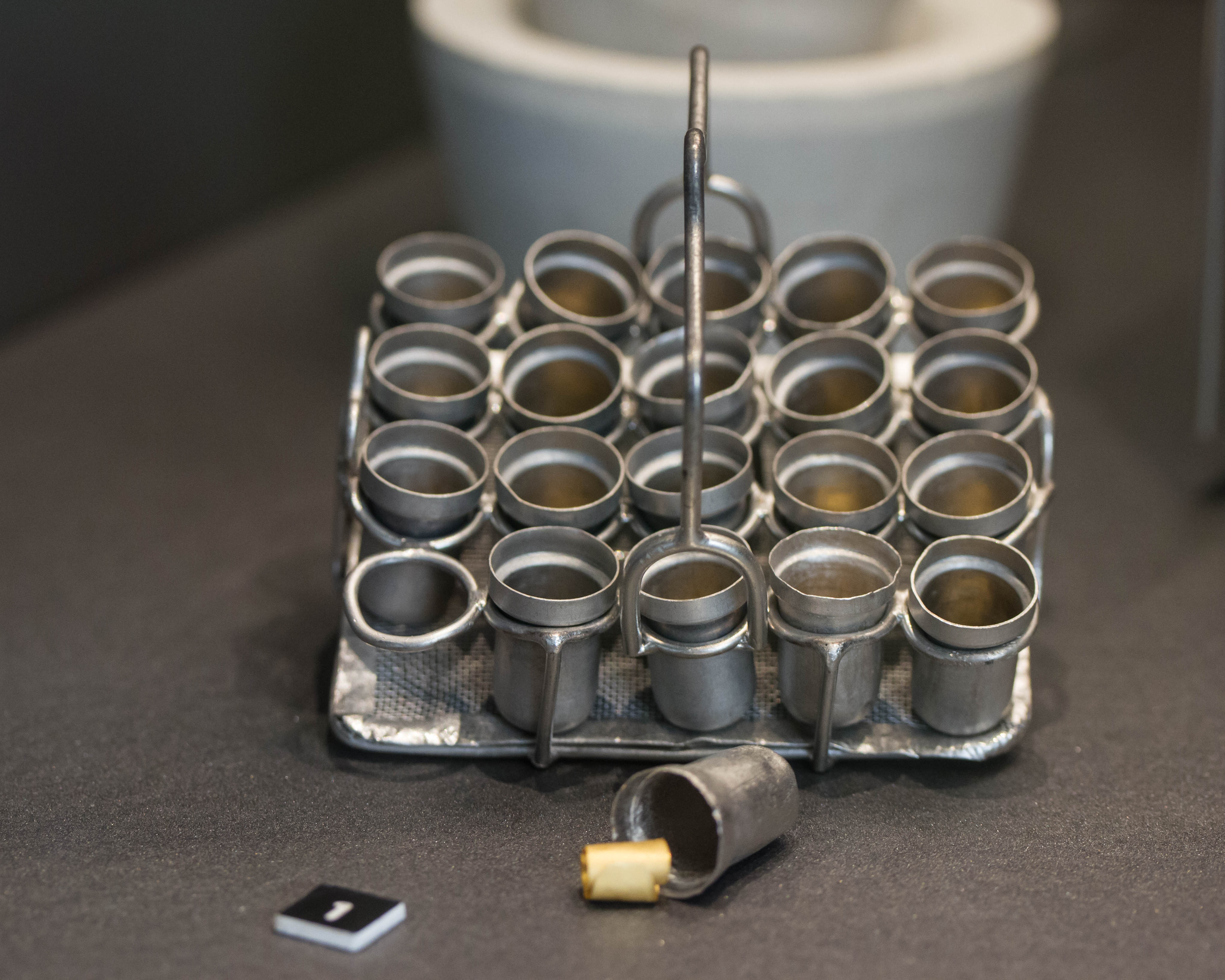
Panier à godets et cornets d'or pour la coupellation, première moitié du XXe siècle, musée de la Monnaie de Paris.

### Préparation, chauffe, et mesure finale
Le procédé nécessite un creuset en phosphate de chaux, nommé coupelle. La pâte servant à constituer la coupelle est issue de cendre blanche issue d'os d'animaux, tamisée et agglomérée à l'eau dans un linge. La formation de la coupelle par moulage est un processus exigeant, demandant une certaine expérience : la coupelle doit être suffisamment poreuse pour absorber le plomb, mais assez pressée pour ne pas laisser passer la totalité du métal. La coupelle est ensuite chauffée dans un four à température modérée. 
L'essayeur prélève sur la pièce à tester deux petits échantillons du métal à soumettre à l'expérimentation (test destructif). Ces deux échantillons sont pesés, un échantillon est choisi pour être témoin et conservé de côté, l'autre échantillon est placé dans une coupelle.
L'essayeur place dans la coupelle l'échantillon associé à du plomb. La quantité de plomb à ajouter est déterminée par des tables officielles.  
L'ensemble est placé dans un petit four. Sous l’effet de la chaleur, le plomb devient litharge (oxyde de plomb) et est absorbé par la coupelle, entraînant avec lui l'oxyde de cuivre présent dans l'alliage ou le métal à tester.  
Seul reste après la chauffe le métal pur, non oxydable — or, argent ou les deux mêlés. Ce résidu est comparé à l'échantillon-témoin par pesée et est alors déterminée par proportionnalité le taux de métal pur dans la pièce, hormis pour l'or et l'argent mêlés. 

### Cas de l'argent et de l'or mêlés: l'inquartation
L'or et l'argent sont deux métaux purs, et sont souvent utilisés en complément : l'argent sert de base à un ouvrage d'or, pour compenser la malléabilité et la ductilité de l'or. Or, lors d'une coupellation, l'or et l'argent restent mêlés après la fonte et il n'est pas possible de déterminer la proportion de chacun. 
Lors d'un contrôle de l'or, une « inquartation » est faite : est ajouté à la coupellation d'or trois fois son poids en argent (un quart d'or, trois-quarts d'argent). Cet ensemble est chauffé jusqu'à fusion, puis placé dans de l'acide nitrique jusqu'à disparition de l'argent. Sans cette augmentation provoquée de la proportion d'argent, il ne serait pas possible à l'acide de fonctionner. Une fois l'argent disparu, il est alors possible de connaître la seule proportion d'or présent dans l'échantillon. 
L'argent utilisé lors de l'inquartation est perdu. La possibilité de le récupérer ne sera attestée que deux siècles plus tard (mentionné à la fin du XVIIIe siècle, dans la comptabilité de la Zecca): on immerge dans la solution acide des plaques de cuivre, sur lesquelles l’argent vient se déposer. Ce précipité est traité au salpêtre et au borate de soude, puis fondu au creuset. 

## Critiques de la méthode
Mathieu Tillet publie en 1761, 1763 et 1769 les résultats de ses expériences quant au procédé de coupellation. Il y constate que ce procédé n'est pas précis, des erreurs de plusieurs millièmes étant possibles en fonction des lieux et des essayeurs. Ces résultats ne seront cependant pas considérés du fait de l'absence de plaintes et des trop grands changements nécessaires pour changer de méthodologie.
À la suite de l'affinement des méthodes de production des métaux précieux, Louis Joseph Gay-Lussac reprend ces constatations et relève les nombreux défauts de la coupellation : variation de la mesure du fait des paramètres du procédé (chauffe, outillage) et triche possible quant au contrôle final,. Il indique également que le contrôle peut varier de plusieurs millièmes entre les pays et les opérateurs.

## Référence dans la culture populaire
La coupellation est un élément-clé du film Angélique, marquise des anges, réalisé par Bernard Borderie en 1964, où il est explicitement nommé, expliqué et montré en tant que tel.